# Old State House (Boston)
La Old State House è un edificio storico della città statunitense di Boston (Massachusetts), situato all'incrocio tra Washington Street e State Street. Costruita nel 1713, è stata sede dell'assemblea legislativa del Massachusetts fino al 1798. Si tratta del più antico edificio pubblico della città ancora esistente.